# Elizabethtown (Észak-Karolina)
Elizabethtown település az Amerikai Egyesült Államok Észak-Karolina államában, Bladen megyében, melynek megyeszékhelye is. Lakosainak száma 3296 fő (2020. április 1.).

## Népesség
A település népességének változása:

| 2010 | 3 583 |
| 2020 | 3 296 |